# ルトガー・ハウアー 処刑脱獄
『ルトガー・ハウアー 処刑脱獄』（しょけいだつごく、Arctic Blue）は、1993年のアメリカ合衆国のアクションスリラー映画。ルトガー・ハウアー、ディラン・ウォルシュ、リヤ・キールステッド出演。

## ストーリー
アラスカの荒野で環境調査官をしているエリック・デズモンドは、妻のアンと禁猟期の森の監視をしていた。
そこで、密猟者が仕掛けた罠にかかった狼を発見し、狼を手当てしたあと密猟者を探す。そして狩りをしていたベン・コーベットら3人を見つけ、脅されながらも警告して帰らせる。しかしベンらは、途中で必要以上にビーバーを狩っている密猟者と鉢合わせる。密猟者と話すベンだが、その一人がルマールを銃で撃とうとしたため、ナイフを投げて殺す。残りの密猟者たちに対しても、車を壊して置き去りにした結果、凍死させてしまう。
翌日通報を受けたワイルダー保安官は、デズモンドを呼び現場に向かう。遺体を見た保安官は、ベンらの仕業だと確信して彼を拘束する。だがベンの仲間であるルマールとミッチェル、弟のボブが彼を連れ戻すため行動を起こす。

## キャスト
| 役名                 | 俳優                         | 日本語吹替      | 日本語吹替                          |
| 役名                 | 俳優                         | VHS版           | テレビ東京版                        |
| -------------------- | ---------------------------- | --------------- | ----------------------------------- |
| ベン・コーベット     | ルトガー・ハウアー           | 麦人            | 田中信夫                            |
| エリック・デズモンド | ディラン・ウォルシュ         | 大塚芳忠        | 江原正士                            |
| アン・マリー         | リヤ・キールステッド         | 土井美加        | 田中敦子                            |
| ルマール             | ジョン・カスバート           | 中田和宏        | 檀臣幸                              |
| ミッチェル           | ジョン・ベア・カーティス     | 宝亀克寿        | 佐々木梅治                          |
| ボブ・コーベット     | ビル・クロフト               | 田中正彦        | 秋元羊介                            |
| ワイルダー           | リチャード・ブラッドフォード | 藤本譲          | 益富信孝                            |
| レオ・メヤリング     | ケヴィン・クーニー           | 西村知道        | 幹本雄之                            |
| キナイ               | マイケル・ローレンチュク     | 伊藤和晃        | 荒川太郎                            |
| アーサー・ネフ       | スティーヴン・E・ミラー      | 小島敏彦        | 田原アルノ                          |
| その他               |                              | 星野充昭 紗ゆり | 辻つとむ 大黒和広 室園丈裕 加藤優子 |
|                      |                              |                 |                                     |
| 演出                 |                              | 松川陸          | 松川陸                              |
| 翻訳                 |                              | 平田勝茂        | 筒井愛子                            |
| 効果                 |                              |                 | VOX                                 |
| 調整                 |                              |                 | 長井利親                            |
| 担当                 |                              |                 | 山本博幸                            |
| プロデューサー       |                              |                 | 中村公彦 平山大吾                   |
| 製作                 |                              | クリプリ        | テレビ東京 スケアクロウ             |
| 初回放送             |                              |                 | 1996年11月28日 『木曜洋画劇場』     |

## スタッフ
- 監督：ピーター・マスターソン
- 脚本：ロス・ラマーニャ（英語版）
- 製作：リック・スティーヴンソン（英語版）
- 製作総指揮：ジョン・フロック、ポール・L・ニューマン
- 撮影監督：トーマス・バースティン
- プロダクションデザイナー：リチャード・ウィルコックス
- 編集：ジョージ・アップルビー
- 音楽：ピーター・ロジャース・メルニック（英語版）
- 衣裳デザイン：トリッシュ・キーティング